# Unicorn (пісня)
«Unicorn» (укр. Єдиноріг) — пісня ізраїльської співачки Ної Кірел, що була випущена 8 березня 2023 року. Пісня представляла Ізраїль на пісенному конкурсі Євробачення 2023, де посіла 3 місце з 362 балами. «Unicorn» очолила чарти Ізраїлю та деяких інших країн Європи та світу.

## Передісторія та сюжет пісні
В аналізі автора Wiwibloggs Вільяма Лі Адамса ця пісня названа такою, що пропагує внутрішню силу та наполегливість жінок. Єдиноріг є можливим посиланням на реєма, тварину, яка згадується в Танасі як символ сили. У пісні співачка заявляє про своє бажання використати «силу єдинорога» (англ. «Power of a unicorn»), кажучи, що це буде «феноменально, жіночо» (англ. «phenomenal, feminine») та змішуючи два слова разом у рядках пісні.
В інтерв’ю I24NEWS Ноа Кірел заявила, що на створення пісні її надихнув досвід себе-13-річної. У 13 років, коли Кірел починала свою музичну кар'єру, вона отримувала багато критики щодо того, що робила як молода жінка та артистка. Вона описувала б, що знайшла «ріг»(англ. «horn»), який їй потрібно було обійняти. Співачка заявила, що ця пісня також пропагує «співіснування та єдність», що, як повідомляє I24NEWS, є посиланням на негативний імідж Ізраїлю серед більшої частини міжнародної спільноти.

## Євробачення

### Внутрішній відбір
Спеціальний комітет, що складався з членів від Kan — ізраїльського мовника, музичних редакторів і представників з-за кордону, мав запропонувати двох виконавців із 78, спочатку розглянутих на основі трансляції на радіо «Ґімель» і «Ґальґалац», та номінантів на нагороди «Співак року» та «Група року» у 2019, 2020 та 2021 роках. 11 липня 2022 року мовник оголосив, що Ноа Кірел очолила список, а Мергуї посів друге місце. Попри те, що Кірел наступного дня заявила, що вона та її команда ще не ухвалили остаточного рішення, ізраїльський 12 телеканал повідомив на початку серпня 2022 року, що співачка погодилася взяти участь, що пізніше було підтверджено під час пресконференції, яка відбулася в готелі Carlton у Тель-Авіві 10 серпня 2022 року.
17 січня 2023 року Ноа Кірел оголосила, що її пісня для пісенного конкурсу Євробачення 2023 буде називатися «Unicorn». Прем’єра пісні відбулася 8 березня під час спеціальної телевізійної трансляції «Наша пісня для Євробачення» (івр. השיר שלנו לאירוויזיון) на  11 каналі Ізраїлю , а також онлайн через його власний вебсайт kan.org.il.

### На Євробаченні
31 січня 2023 року, у результаті жеребкування, Ізраїль потрапив до другої половини першого півфіналу, який відбувся 9 травня 2023 року. Ноа Кірел змогла кваліфікуватися до фіналу конкурсу, що відбувся 13 травня, де вона виступала в другій половині шоу під 23-м номером. Пісня «Unicorn» посіла 3-тє місце спільно за результатами телеголосування та журі, серед яких здобула 5-те місце з 185 балами у телеголосуванні та  2-е місце з 177 балами у голосуванні журі.

## Критика
Прийняття пісні було неоднозначним. Ейнав Шифф, автор ізраїльського сайту новин Ynet, написав нейтральну рецензію на саму пісню, сказавши, що композиції бракує оригінальності. У той час як Шифф похвалив музичне відео, зняте на пісню, він заявив, що він відчував, що їй бракує «мужності та душі». Редактор також заявив, що він вважає виконання пісні Ноа Кірел «неякісним».
Wiwibloggs, фан-сайт Євробачення, дав пісні оцінку 6,58 із 10 у своїй щорічній оцінці журі Wiwi, яке складається з багатьох авторів.

## Чарти

### Щотижневі чарти
| Чарт (2023)                         | Найвища позиція |
| ----------------------------------- | --------------- |
| Австрія (Ö3 Austria Top 40)         | 43              |
| Велика Британія (OCC)               | 45              |
| Греція (IFPI)                       | 3               |
| Ізраїль (Media Forest)              | 1               |
| Ірландія (Irish Singles Chart)      | 37              |
| Ісландія (Plötutíðindi)             | 7               |
| Латвія (LAIPA)                      | 19              |
| Литва (AGATA)                       | 6               |
| Нідерланди (Single Top 100)         | 74              |
| Норвегія (VG-lista)                 | 30              |
| Польща (Польські музичні чарти)     | 21              |
| Світ (за вийн. США) (Billboard)     | 153             |
| Фінляндія (Suomen virallinen lista) | 10              |
| Чехія (Singles Digitál Top 100)     | 84              |
| Швейцарія (Schweizer Hitparade)     | 46              |
| Швеція (Sverigetopplistan)          | 27              |